# Élie-Frédéric Forey

Élie-Frédéric Forey

Élie-Frédéric Forey (* 10. Januar 1804 in Paris; † 20. Juni 1872 ebenda) war ein französischer General und Marschall von Frankreich.

## Leben
Élie-Frédéric Forey besuchte die Militärschule in Saint-Cyr, trat 1824 als Leutnant in das 2. leichte Regiment, machte 1830 die Expedition nach Algier mit und diente daselbst, zuletzt als Major, (1835–1844). Er wurde hierauf zum Obersten eines Regiments in Frankreich ernannt, nach der Februarrevolution 1848 von der Republik mit dem Kommando einer Brigade zum Schutz der Nationalversammlung betraut und als eifriger Bonapartist 1852 zum Divisionsgeneral und Mitglied des Infanteriekomitees befördert.
Im Krimkrieg kommandierte er in der Schlacht an der Alma die 4. Division. Im Sardinischen Krieg kämpfte er als Kommandeur einer Division am 20. Mai 1859 bei Montebello und erstürmte in der Schlacht von Solferino den letzten Stützpunkt des österreichischen Zentrums, das Dorf Favriano, wofür er nach beendetem Krieg zum Senator ernannt wurde.
Im Sommer 1862 erhielt er den Oberbefehl über die Expedition nach Mexiko und landete am 17. September 1862 in Veracruz. Er drang ins Innere des Landes vor und traf im März 1863 vor der Festung Puebla ein, die, von Forey ab dem 16. März belagert, vom General Ortega verteidigt, sich erst am 19. Mai ergab. Er installierte einen Rat aus 35 Notabeln, die ihm zugeneigt waren und der ein Gremium aus 215 Mitgliedern bestimmen sollte. Diese sollten wiederum den Weg ebnen, um einen ihm und Napoleon III. genehmen Monarchen zu installieren. Die den 215 Herren zu stellende Frage sollte es sein, welches ihres Erachtens die beste Staatsform für Mexiko sein würde. Dass Mexiko mit Benito Juárez einen demokratisch legitimiertes Staatsoberhaupt hatte, ignorierte er. Wie zu erwarten war, entschied die ausschließlich aus Konservativen bestehende Versammlung am 10. Juli 1863, dass nur eine Monarchie für Mexiko in Frage käme.
Nachdem Forey noch ein aus Einheimischen zusammengesetztes Triumvirat aus den Monarchisten Juan Almonte, Bischof Labastida, und Mariano Salas als interimistische Regierung bis zur Ankunft des neuen Kaisers Maximilian eingesetzt und den Oberbefehl dem General Bazaine übergeben hatte, rief der mit ihm unzufriedene Napoleon III. ihn aus Mexiko ab und übertrug das Kommando Achille Bazaine. Forey kehrte, am 2. Juli zum Marschall ernannt, nach Frankreich zurück und übernahm das Kommando des 2. Armeekorps. Seit längerer Zeit gehirnleidend, starb er am 20. Juni 1872 in Paris.